# Società di Sant'Edmondo

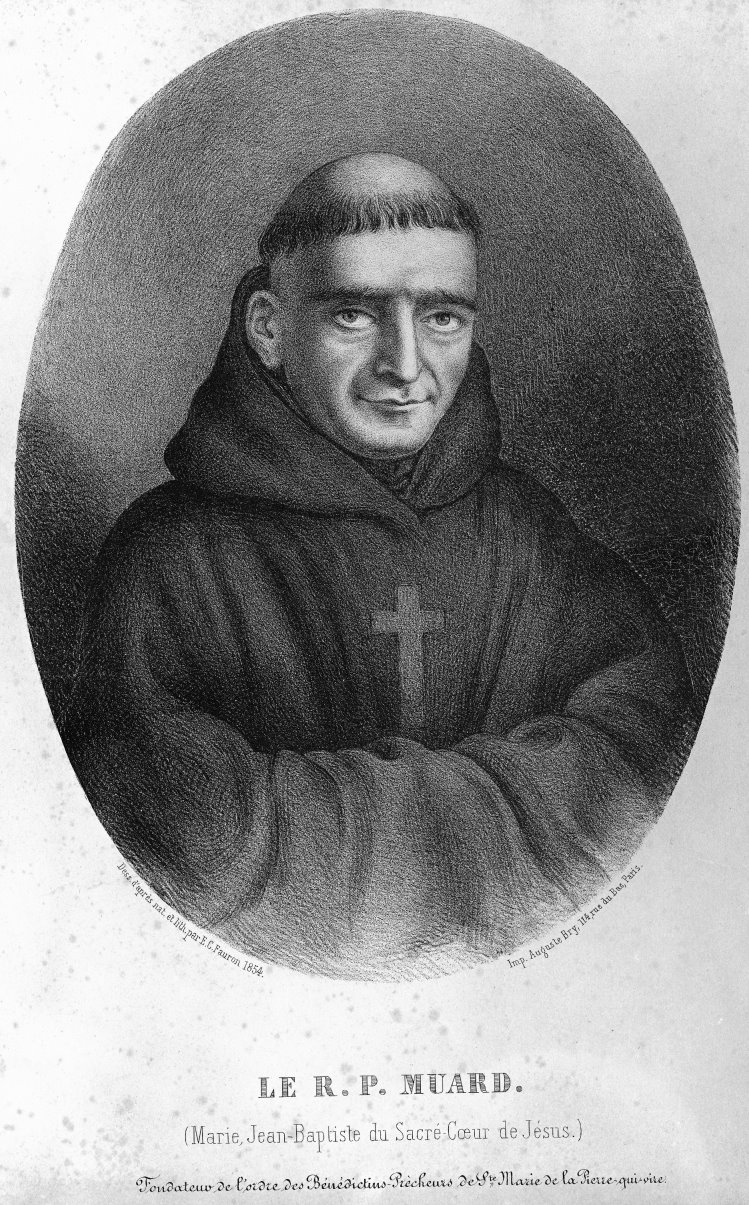
Jean-Baptiste Muard (1809-1854),
fondatore dell'istituto

La Società dei Padri di Sant'Edmondo (in latino Societas Patrum S. Edmundi, in inglese Society of Saint Edmund) è un istituto religioso maschile di diritto pontificio: i membri di questa congregazione clericale, detti popolarmente Edmonditi, pospongono al loro nome la sigla S.S.E.

## Storia
La congregazione venne fondata da Jean-Baptiste Muard (1809-1854): nel 1843 prese ad abitare, insieme a Pierre Bravard, nel monastero abbandonato di Pontigny (Yonne) e formò una compagnia di sacerdoti missionari di vita comune in grado di supplire alle necessità delle parrocchie più abbandonate delle diocesi di Sens e Coutances. I membri della società non erano vincolati da voti e nel 1849 Muard, desiderando formare una comunità religiosa, abbandonò la guida del sodalizio per fondare l'abbazia benedettina di La Pierre-qui-Vire.
Il successore di Muard alla guida della compagnia, Pierre Boyer, entrato tra i sacerdoti di Pontigny nel 1845, contribuì molto alla sua organizzazione e diffusione: introdusse i voti (la prima professione si ebbe il 29 settembre 1851), elaborò le prime costituzioni (con l'aiuto dei gesuiti), e alla predicazione delle missioni popolari, tra gli scopi della congregazione, aggiunse la direzione spirituale delle religiose e l'insegnamento. Riaprirono al culto l'abbazia di Mont-Saint-Michel, che dopo la Rivoluzione era stata adibita ad usi civili. Boyer resse l'istituto fino al 1892.
Detta in origine Società degli Oblati del Sacro Cuore di Gesù e dell'Immacolato Cuore di Maria (in latino Societas Oblatorum S. Cordis Iesu et Immacolati Cordis Mariae), la congregazione mutò in seguito il nome in Società di Sant'Edmondo in onore di sant'Edmondo Rich, già vescovo di Canterbury, che trascorse il suo esilio a Potigny dove prese l'abito cisterciense.
Nel 1891 venne aperta la prima filiale in Canada, poi negli Stati Uniti d'America (Vermont), dove i padri trasferirono la sede generalizia dopo le leggi anticongregazioniste francesi del 1901.
La Società ottenne il pontificio decreto di lode il 12 agosto 1876 e venne approvata definitivamente dalla Santa Sede il 28 aprile 1911: le sue costituzioni sono state approvate definitivamente il 3 aprile 1940.

## Attività e diffusione
Tra le varie finalità dell'istituto si ricordano soprattutto il ministero parrocchiale, l'istruzione della gioventù e le missioni estere.
Gli Edmonditi sono presenti esclusivamente negli Stati Uniti d'America. La sede generalizia a Colchester, nel Vermont.
Al 31 dicembre 2005, la congregazione contava 2 case e 40 religiosi, 36 dei quali sacerdoti.